# Камерунско-китайские отношения
Китай и Камерун установили дипломатические отношения 26 марта 1971 года. Камерун является сторонником политики одного Китая.

## Политические отношения

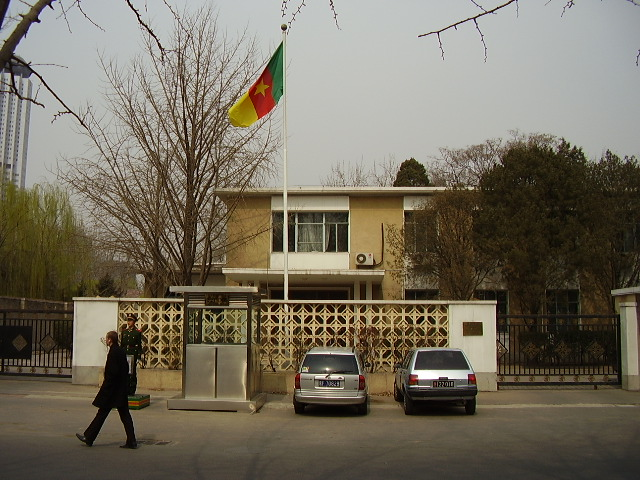
Посольство Камеруна в Пекине

Китайская Народная Республика установила отношения с Камеруном в 1971 году. В 2000-х годах ведущие политики нанесли государственные визиты в каждую страну и из каждой страны; в их числе - визит президента Камеруна Поля Бийя на конференцию в 2006 году и визит Ху Цзиньтао в Камерун в 2007 году.
Министр иностранных дел Китая Ван И посетил Камерун 12 января 2014 года.
Камерун был одной из 53 стран, которые в июне 2020 года поддержали закон о защите национальной безопасности в Гонконге в Организации Объединенных Наций.

## Экономическое развитие
Со времени первого Форума сотрудничества Китая и Африки в 2000 году Пекин успешно предоставил Камеруну 2,4 миллиарда долларов на цели развития. 87 миллионов долларов из этой суммы подпадают под критерии OECD-DAC для официальной помощи развитию. Основные проекты, реализуемые правительством Китая в Камеруне, включают:
- Строительство морского порта Криби финансируется за счет кредита в размере 207 270 миллиардов франков КФА от Exim Bank of China[5]
- Кредит в размере 243 млрд. Франков КФА от China Exim bank для строительства плотины гидроэлектростанции Мемвеэле в Ньябизане [6]

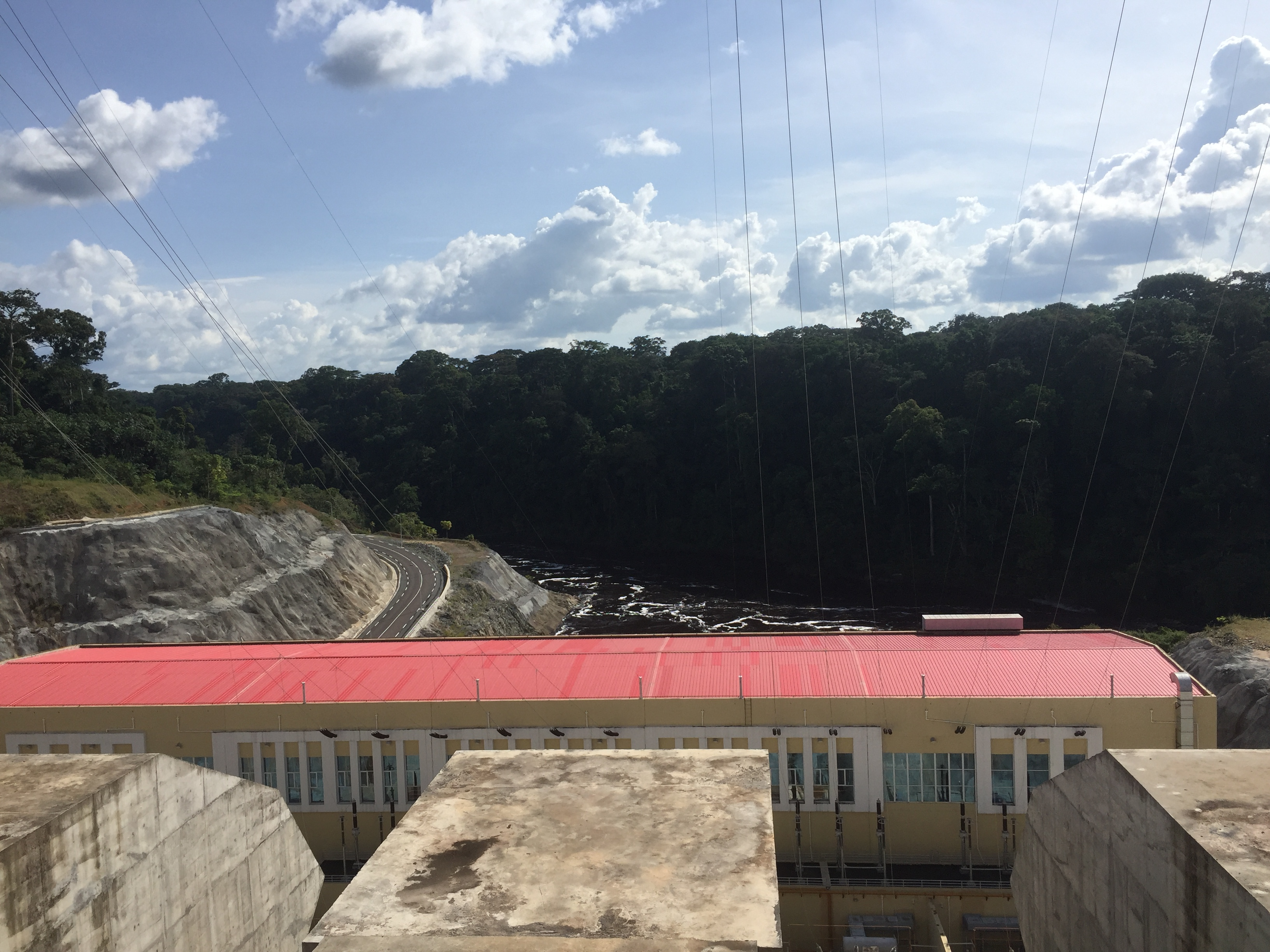
Проект плотины ГЭС Мемвеэле

- Строительство исследовательского центра по малярии в больнице гинекологии, акушерства и педиатрии Яунде[7].

Годовой объем торговли превысил 854 миллиона долларов США в 2008 году, а затем упал до 813 миллионов долларов США в 2009 году из-за мировой рецессии.

## Критика
В 2000-х некоторые в Камеруне считали экономические отношения формой неоколониализма; в основном это было связано с представлением о том, что китайские торговцы наводнили камерунский рынок дешевыми, но крайне хрупкими промышленными товарами, что тормозило развитие местной промышленности.